# Alive Galaxy Tour
Alive Galaxy Tour (também referida como Alive Tour), foi a primeira turnê mundial realizada pelo grupo sul-coreano Big Bang, em suporte a seu quinto extended play (EP) coreano Alive (2012), bem como o seu quarto álbum de estúdio japonês de mesmo nome. A turnê promovida oficialmente pela Samsung Galaxy, embarcou pela Ásia, América do Norte, América do Sul e Europa, iniciando-se em 2 de março de 2012 em Seul, Coreia do Sul e encerrando-se no mesmo local em 27 de janeiro de 2013, totalizando 48 apresentações com um público total estimado em oitocentas mil pessoas.
A turnê gerou US$ 73 milhões de dólares em receita e foi bem recebida pela crítica especializada, que elogiou o desempenho do quinteto durante os concertos. 

## Antecedentes e desenvolvimento

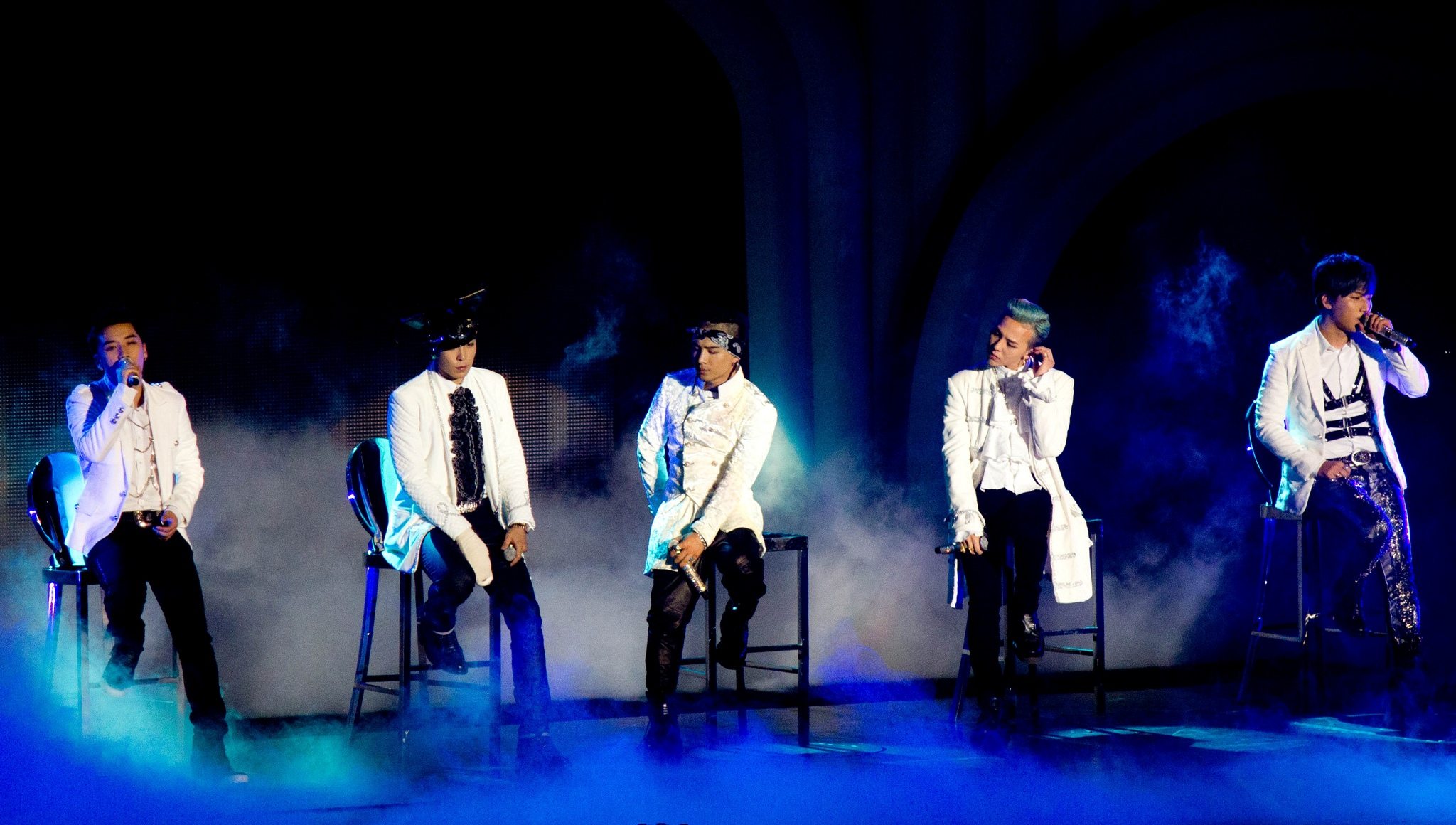
Big Bang durante concerto realizado em Singapura.

Em apoio a seu quinto EP coreano e seu álbum japonês de mesmo nome, lançados em 29 de fevereiro e 28 de março de 2012, respectivamente, a YG Entertainment, anunciou que o Big Bang iria realizar sua primeira turnê mundial em parceria com a produtora de eventos Live Nation, com apresentações na Ásia, América do Norte, América do Sul e Europa. O presidente da Live Nation, Alan Ridgeway, declarou que a empresa estava feliz em trabalhar com a YG Entertainment e o Big Bang, pois iriam mostrar seu trabalho "para os fãs de K-pop ao redor do mundo". Um representante da YG Entertainment, também declarou sobre o evento dizendo: "Estamos trabalhando duro para fazer o melhor concerto com a melhor equipe de produção, para se assemelhar a expectativa dos fãs mundiais, que estão à espera do primeiro concerto em que irão conhecer o Big Bang".
A coreógrafa e diretora criativa Laurieann Gibson, reconhecida por seu trabalho com a cantora estadunidense Lady Gaga, foi contratada como sua diretora e coreógrafa oficial. A empresa Possible Productions foi a responsável pela criação dos cenários personalizados da Alive Galaxy Tour. A equipe descreveu o conceito utilizado, como um "mundo futurista sombrio [que só poderia ser] salvo pelo Big Bang". A iluminação e o palco, bem como a produção global, foram criados pelo designer de iluminação Leroy Bennet. Somente o palco e a iluminação, foram estimados em US$1,3 milhões de dólares. Além disso, a marca coreana de eletrônicos Samsung foi anunciada como a patrocinadora oficial, fornecendo assistência e atividades de marketing para a turnê.

### Alive Galaxy Tour no Brasil
Em 8 de junho de 2012, o Peru e o Brasil foram anunciados como os dois países da América do Sul a receberem a turnê. Mais tarde, as cidades de Lima e São Paulo, foram confirmadas como os locais que receberiam a Alive Galaxy Tour. Em 7 de outubro,  através da página oficial do Big Bang no Facebook, foi anunciado através de uma nota, o cancelamento da apresentação no Brasil. Seu conteúdo trouxe um pedido de desculpas aos fãs brasileiros e justificando o ocorrido, "devido a circunstâncias que estavam fora do controle do grupo". As datas dos concertos posteriores não foram alterados.

## Recepção comercial
Os ingressos da turnê que iniciou em março de 2012, foram vendidos mais rápido do que a Live Nation havia previsto. Em Singapura, todos os ingressos foram vendidos assim que colocados á venda, e dessa forma, uma segunda apresentação foi anunciada devido a grande demanda. Mais tarde, na Malásia, o Big Bang atraiu mais de 3,500 mil pessoas, que permaneceram na bilheteria do Stadium Merdeka, a fim de conseguir ingressos. Em Taiwan, todos os 22,000 mil ingressos colocados á venda para duas apresentações, foram vendidos dentro de poucas horas.
Devido à uma grande procura por ingressos nos Estados Unidos, duas datas adicionais foram acrescentadas, ambos em Los Angeles e Nova Jersey. Inicialmente, havia uma dúvida se T.O.P poderia apresentar-se devido a um ferimento causado durante suas gravações para o filme Commitment (2013), porém foi anunciado que ele continuaria na turnê. No Japão, o Big Bang tornou-se o primeiro artista coreano a realizar três concertos em suas arenas de cúpula, sendo elas no Tokyo Dome, Kyocera Dome e Fukuoka Dome. No Reino Unido todos os ingressos para a apresentação na Wembley Arena foram vendidos em uma hora, resultando na inclusão de mais uma segunda data. O grupo conseguiu estabelecer um recorde, por ter o maior público reunido para ver uma apresentação de um artista sul-coreano na Inglaterra.

## Crítica profissional

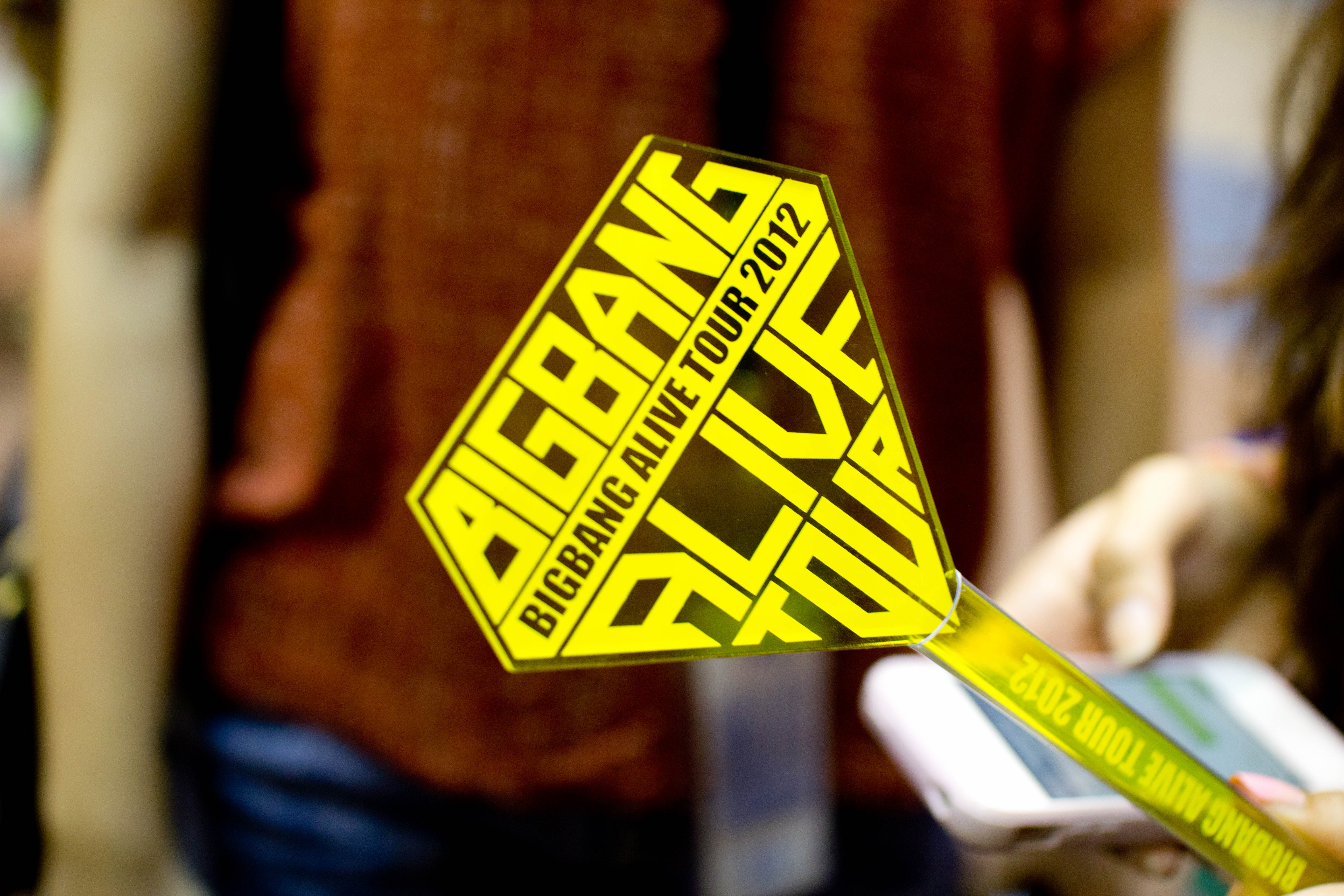
Fã segurando um bastão promocional do Big Bang durante a turnê.

A Alive Galaxy Tour obteve análises positivas da crítica especializada. Avaliando o primeiro concerto realizado no Prudential Center em Nova Jersey para o jornal  The New York Times, Jon Caramanica observou que o Big Bang apresentou mais de duas dúzias de canções, vestidos com muitos figurinos e estruturas incomuns, que incluíram "subir ao palco sob diciclos dourados segways e bicicletas lowrider", durante sua "curta mais intensa turnê americana". O colunista Jeff Benjamin da Billboard, destacou sobre o último concerto do grupo em sua etapa na América do Norte, que a platéia foi tratada com a dança e o breakdance de Taeyang, e considerou como algo realizado por poucos no palco. Adicionalmente, o mesmo descreveu as apresentações na América como "um sucesso para todos".
Joseph Lapin do jornal californiano OC Weekly acompanhou o concerto em Los Angeles e descreveu a atmosfera durante o concerto como "quase palpável". E concluiu sua avaliação dizendo: "Foi nostálgico, uma volta ao hip hop old school, mas com um toque comercial e uma reinterpretação estrangeira ... estes rapazes, bem, eles estarão de volta, e eles sabem que serão super estrelas". A jornalista de música do The Guardian, Caroline Sullivan, elogiou o Big Bang por realizar um "espetáculo fabuloso" na Wembley Arena em Londres. Comparando-os a outros grupos de música ocidentais, e considerou que a vantagem do grupo é de "serem mais frescos, o som mais alto, a dança mais afiada". O Radio Programas del Perú classificou a turnê como o melhor concerto realizado na América do Sul em 2012, contra concertos realizados anteriormente por JYJ, U-Kiss e uma apresentação do Music Bank no Chile.

## Repertório
1. "Tonight"
2. "Hands Up"
3. "Fantastic Baby"
4. "How Gee"
5. "Stupid Liar"
6. "Knock Out" (GD&TOP)
7. "High High" (GD&TOP)
8. "Strong Baby" + "What Can I Do" (Seungri)
9. "Gara Gara Go!!"
10. "Number 1"
11. "Cafe"
12. "Bad Boy"
13. "Blue"
14. "Love Song"
15. "Feeling"
16. "Look Only at Me" + "Wedding Dress" (Taeyang)
17. "Wings" (Daesung)
18. "Haru Haru"
19. "Lies"
20. "Last Farewell"

Bis
1. "Koe wo Kikasete"
2. "My Heaven"

Segundo Bis
1. "Bad Boy"
2. "Fantastic Baby"

1. "Tonight"
2. "Hands Up"
3. "Fantastic Baby"
4. "How Gee"
5. "Stupid Liar"
6. "Crayon" (G-Dragon)
7. "High High" (GD&TOP)
8. "Strong Baby" + "What Can I Do" (Seungri)
9. "Gara Gara Go!!"
10. "Number 1"
11. "Cafe"
12. "Bad Boy"
13. "Blue"
14. "Love Song"
15. "Monster"
16. "Feeling"
17. "Look Only at Me" + "Wedding Dress" (Taeyang)
18. "Wings" (Daesung)
19. "Haru Haru"
20. "Lies"
21. "Last Farewell"

Bis
1. "Heaven"

Segundo Bis
1. "Feeling"
2. "Fantastic Baby"
3. "High High"
4. "Bad Boy"
5. "Hands Up"

## Datas da turnê
| Data                   | Cidade       | País           | Local                                | Público |
| Ásia                   | Ásia         | Ásia           | Ásia                                 | Ásia    |
| ---------------------- | ------------ | -------------- | ------------------------------------ | ------- |
| 2 de março de 2012     | Seul         | Coreia do Sul  | Olympic Gymnastics Arena             | 39,000  |
| 3 de março de 2012     | Seul         | Coreia do Sul  | Olympic Gymnastics Arena             | 39,000  |
| 4 de março de 2012     | Seul         | Coreia do Sul  | Olympic Gymnastics Arena             | 39,000  |
| 17 de maio de 2012     | Nagoia       | Japão          | Nippon Gaishi Hall                   | 150,000 |
| 18 de maio de 2012     | Nagoia       | Japão          | Nippon Gaishi Hall                   | 150,000 |
| 25 de maio de 2012     | Yokohama     | Japão          | Yokohama Arena                       | 150,000 |
| 26 de maio de 2012     | Yokohama     | Japão          | Yokohama Arena                       | 150,000 |
| 27 de maio de 2012     | Yokohama     | Japão          | Yokohama Arena                       | 150,000 |
| 31 de maio de 2012     | Osaka        | Japão          | Osaka-jō Hall                        | 150,000 |
| 1 de junho de 2012     | Osaka        | Japão          | Osaka-jō Hall                        | 150,000 |
| 2 de junho de 2012     | Osaka        | Japão          | Osaka-jō Hall                        | 150,000 |
| 3 de junho de 2012     | Osaka        | Japão          | Osaka-jō Hall                        | 150,000 |
| 16 de junho de 2012    | Saitama      | Japão          | Saitama Super Arena                  | 150,000 |
| 17 de junho de 2012    | Saitama      | Japão          | Saitama Super Arena                  | 150,000 |
| 23 de junho de 2012    | Fukuoka      | Japão          | Marinemesse Fukuoka                  | 150,000 |
| 24 de junho de 2012    | Fukuoka      | Japão          | Marinemesse Fukuoka                  | 150,000 |
| 21 de julho de 2012    | Xangai       | China          | Mercedes-Benz Arena                  | 30,000  |
| 28 de julho de 2012    | Guangzhou    | China          | Guangzhou International Sports Arena | 30,000  |
| 4 de agosto de 2012    | Pequim       | China          | MasterCard Center                    | 30,000  |
| 28 de setembro de 2012 | Singapura    | Singapura      | Singapore Indoor Stadium             | 20,000  |
| 29 de setembro de 2012 | Singapura    | Singapura      | Singapore Indoor Stadium             | 20,000  |
| 5 de outubro de 2012   | Bancoque     | Tailândia      | Impact Arena                         | 20,000  |
| 6 de outubro de 2012   | Bancoque     | Tailândia      | Impact Arena                         | 20,000  |
| 12 de outubro de 2012  | Jacarta      | Indonésia      | Mata Elang International Stadium     | -       |
| 13 de outubro de 2012  | Jacarta      | Indonésia      | Mata Elang International Stadium     | -       |
| 20 de outubro de 2012  | Taipé        | Taiwan         | Taipei Arena                         | -       |
| 21 de outubro de 2012  | Taipé        | Taiwan         | Taipei Arena                         | -       |
| 24 de outubro de 2012  | Manila       | Filipinas      | Mall of Asia Arena                   | -       |
| 27 de outubro de 2012  | Kuala Lumpur | Malásia        | Stadium Merdeka                      | 18,000  |
| América do Norte       |              |                |                                      |         |
| 2 de novembro de 2012  | Anaheim      | Estados Unidos | Honda Center                         | 24,000  |
| 3 de novembro de 2012  | Anaheim      | Estados Unidos | Honda Center                         | 24,000  |
| 8 de novembro de 2012  | Newark       | Estados Unidos | Prudential Center                    | 24,000  |
| 9 de novembro de 2012  | Newark       | Estados Unidos | Prudential Center                    | 24,000  |
| América do Sul         |              |                |                                      |         |
| 14 de novembro de 2012 | Lima         | Peru           | Jockey Club del Perú                 | 10,000  |
| Ásia                   |              |                |                                      |         |
| 23 de novembro de 2012 | Osaka        | Japão          | Osaka Dome                           | 72,954  |
| 24 de novembro de 2012 | Osaka        | Japão          | Osaka Dome                           | 72,954  |
| 5 de dezembro de 2012  | Tóquio       | Japão          | Tokyo Dome                           | 55,000  |
| 8 de dezembro de 2012  | Hong Kong    | Hong Kong      | AsiaWorld-Arena                      | 30,000  |
| 9 de dezembro de 2012  | Hong Kong    | Hong Kong      | AsiaWorld-Arena                      | 30,000  |
| 10 de dezembro de 2012 | Hong Kong    | Hong Kong      | AsiaWorld-Arena                      | 30,000  |
| Europa                 |              |                |                                      |         |
| 14 de dezembro de 2012 | Londres      | Inglaterra     | Wembley Arena                        | 24,000  |
| 15 de dezembro de 2012 | Londres      | Inglaterra     | Wembley Arena                        | 24,000  |
| Ásia                   |              |                |                                      |         |
| 22 de dezembro de 2012 | Fukuoka      | Japão          | Fukuoka Dome                         | 42,000  |
| 12 de janeiro de 2013  | Osaka        | Japão          | Osaka Dome                           | 72,954  |
| 13 de janeiro de 2013  | Osaka        | Japão          | Osaka Dome                           | 72,954  |
| 25 de janeiro de 2013  | Seul         | Coreia do Sul  | Olympic Gymnastics Arena             | -       |
| 26 de janeiro de 2013  | Seul         | Coreia do Sul  | Olympic Gymnastics Arena             | -       |
| 27 de janeiro de 2013  | Seul         | Coreia do Sul  | Olympic Gymnastics Arena             | -       |
| Total                  | Total        | Total          | Total                                | 800,000 |

## Ficha técnica
- Artista principal: Big Bang
- Diretora da turnê: Laurieann Gibson
- Design de palco e iluminação: Leroy Bennett
- Som: Ken Van Druten
- Planejamento visual, projeções: Possible Productions
- Diretor musical, teclado: Gil Smith II
- Guitarra: Justin Lyons
- Programador: Adrian Porter
- Teclado: Dante "Inferno" Jackson
- Baixo: Omar Dominick
- Bateria: Bennie "BrIIghtReD" Rodgers II
- Dançarinos: HiTech e Crazy Girls
- Gerenciamento: YG Entertainment
- Organizador da turnê: Live Nation Korea
- Gerente da turnê: Shirley Hong
- Patrocinador: Samsung

## Transmissão televisiva
| Data                    | Canal | Título                                                 |
| ----------------------- | ----- | ------------------------------------------------------ |
| 24 de fevereiro de 2013 | TBS1  | BIGBANG Alive Tour 2012 in Japan Special Final in Dome |